# Woo Joo-sung
Đây là một tên người Triều Tiên, họ là Woo.
Woo Joo-Sung (tiếng Hàn: 우주성; sinh ngày 8 tháng 6 năm 1993) là một cầu thủ bóng đá Hàn Quốc thi đấu ở vị trí trung vệ cho Gyeongnam FC.

## Sự nghiệp
Anh ký hợp đồng với Gyeongnam FC trước khi mùa giải 2014 khởi tranh.